# 50 meter gevär tre ställningar för herrar i skytte vid olympiska sommarspelen 2024
Herrarnas 50 meter gevär tre ställningar vid olympiska sommarspelen 2024 ägde rum den 31 juli och 1 augusti 2024 på Centre national de tir sportif i Châteauroux i Frankrike.

## Medaljörer
| Gren                           | Guld           | Guld           | Silver                | Silver                | Brons                 | Brons                 |
| ------------------------------ | -------------- | -------------- | --------------------- | --------------------- | --------------------- | --------------------- |
| 50 meter gevär tre ställningar | Liu Yukun Kina | Liu Yukun Kina | Serhij Kulisj Ukraina | Serhij Kulisj Ukraina | Swapnil Kusale Indien | Swapnil Kusale Indien |

## Rekord
Före tävlingarna gällde dessa rekord:
| Kvalrekord       | Kvalrekord             | Kvalrekord | Kvalrekord                | Kvalrekord      |
| ---------------- | ---------------------- | ---------- | ------------------------- | --------------- |
| Världsrekord     | Jan Lochbihler (SUI)   | 1188       | Rio de Janeiro, Brasilien | 28 augusti 2019 |
| Olympiskt rekord | Sergej Kamenskij (RUS) | 1184       | Rio de Janeiro, Brasilien | 14 augusti 2016 |

| Finalrekord      | Finalrekord           | Finalrekord | Finalrekord        | Finalrekord    |
| ---------------- | --------------------- | ----------- | ------------------ | -------------- |
| Världsrekord     | Liu Yukun (CHN)       | 468,9       | Baku, Azerbajdzjan | 10 maj 2024    |
| Olympiskt rekord | Zhang Changhong (CHN) | 466,0       | Tokyo, Japan       | 2 augusti 2021 |

## Program
Alla tider är UTC+2.
| Datum                  | Tid   | Omgång |
| ---------------------- | ----- | ------ |
| Onsdag 31 juli 2024    | 09:00 | Kval   |
| Torsdag 1 augusti 2024 | 09:30 | Final  |

## Resultat

### Kval
| Placering | Idrottare                   | Nation         | Knästående | Liggande | Stående | Totalt  | Noteringar |
| --------- | --------------------------- | -------------- | ---------- | -------- | ------- | ------- | ---------- |
| 1         | Liu Yukun                   | Kina           | 199        | 197      | 198     | 594-38x | 0Q0        |
| 2         | Jon-Hermann Hegg            | Norge          | 198        | 198      | 197     | 593-36x | 0Q0        |
| 3         | Serhij Kulisj               | Ukraina        | 199        | 199      | 194     | 592-39x | 0Q0        |
| 4         | Lucas Kryzs                 | Frankrike      | 199        | 199      | 194     | 592-35x | 0Q0        |
| 5         | Lazar Kovačević             | Serbien        | 199        | 198      | 195     | 592-33x | 0Q0        |
| 6         | Tomasz Bartnik              | Polen          | 195        | 199      | 197     | 591-40x | 0Q0        |
| 7         | Swapnil Kusale              | Indien         | 198        | 197      | 195     | 590-38x | 0Q0        |
| 8         | Jiří Přívratský             | Tjeckien       | 195        | 199      | 196     | 590-35x | 0Q0        |
| 9         | Petr Nymburský              | Tjeckien       | 196        | 199      | 195     | 590-32x |            |
| 10        | Patrik Jány                 | Slovakien      | 194        | 199      | 196     | 589-34x |            |
| 11        | Aishwary Pratap Singh Tomar | Indien         | 197        | 199      | 193     | 589-33x |            |
| 12        | Marcus Madsen               | Sverige        | 198        | 196      | 195     | 589-26x |            |
| 13        | Victor Lindgren             | Sverige        | 197        | 194      | 198     | 589-25x |            |
| 14        | Edoardo Bonazzi             | Italien        | 195        | 197      | 196     | 588-38x |            |
| 15        | Romain Aufrère              | Frankrike      | 194        | 197      | 197     | 588-34x |            |
| 16        | Du Linshu                   | Kina           | 198        | 198      | 192     | 588-33x |            |
| 17        | Maximilian Ulbrich          | Tyskland       | 195        | 198      | 195     | 588-25x |            |
| 18        | Islam Satpayev              | Kazakstan      | 196        | 197      | 195     | 588-24x |            |
| 19        | Danilo Sollazzo             | Italien        | 197        | 198      | 192     | 587-33x |            |
| 20        | Ivan Roe                    | USA            | 198        | 197      | 192     | 587-32x |            |
| 21        | István Péni                 | Ungern         | 193        | 200      | 194     | 587-28x |            |
| 22        | Christoph Dürr              | Schweiz        | 196        | 200      | 190     | 586-32x |            |
| 23        | Ole Martin Halvorsen        | Norge          | 196        | 200      | 190     | 586-32x |            |
| 24        | Aleksi Leppä                | Finland        | 195        | 198      | 193     | 586-31x |            |
| 25        | Konstantin Malinovskiy      | Kazakstan      | 197        | 196      | 193     | 586-29x |            |
| 26        | Miran Maričić               | Kroatien       | 194        | 198      | 193     | 585-31x |            |
| 27        | Jack Rossiter               | Australien     | 195        | 199      | 191     | 585-27x |            |
| 28        | Alexander Schmirl           | Österrike      | 193        | 199      | 193     | 585-26x |            |
| 29        | Michael Bargeron            | Storbritannien | 196        | 197      | 191     | 584-28x |            |
| 30        | Nyantaigiin Bayaraa         | Mongoliet      | 194        | 197      | 193     | 584-26x |            |
| 31        | Petar Gorša                 | Kroatien       | 195        | 197      | 191     | 583-32x |            |
| 32        | Zalán Pekler                | Ungern         | 194        | 195      | 193     | 582-32x |            |
| 33        | Naoya Okada                 | Japan          | 195        | 196      | 191     | 582-26x |            |
| 34        | Dane Sampson                | Australien     | 193        | 197      | 191     | 581-27x |            |
| 35        | Andreas Thum                | Österrike      | 191        | 198      | 191     | 580-24x |            |
| 36        | Carlos Quezada              | Mexiko         | 194        | 195      | 193     | 579-27x |            |
| 37        | Maciej Kowalewicz           | Polen          | 191        | 197      | 191     | 579-26x |            |
| 38        | Rylan Kissell               | USA            | 196        | 192      | 191     | 579-25x |            |
| 39        | Thongphaphum Vongsukdee     | Thailand       | 194        | 193      | 191     | 578-25x |            |
| 40        | Israel Gutierrez            | El Salvador    | 189        | 197      | 190     | 576-20x |            |
| 41        | Ibrahim Korayiem            | Egypten        | 194        | 196      | 186     | 576-17x |            |
| 42        | Tye Ikeda                   | Kanada         | 190        | 195      | 192     | 575-26x |            |
| 43        | Fathur Gustafian            | Indonesien     | 192        | 193      | 189     | 574-19x |            |
| 44        | Park Ha-jun                 | Sydkorea       | 185        | 196      | 191     | 572-23x |            |
| Källa:    |                             |                |            |          |         |         |            |

### Final
| Placering | Idrottare              | Serie      | Serie      | Serie      | Serie    | Serie    | Serie    | Serie   | Serie   | Serie   | Serie   | Serie   | Serie   | Serie   | Totalt |
| Placering | Idrottare              | Knästående | Knästående | Knästående | Liggande | Liggande | Liggande | Stående | Stående | Stående | Stående | Stående | Stående | Stående | Totalt |
| Placering | Idrottare              | 1          | 2          | 3          | 4        | 5        | 6        | 7       | 8       | 9s41    | 9s42    | 9s43    | 9s44    | 9s45    | Totalt |
| --------- | ---------------------- | ---------- | ---------- | ---------- | -------- | -------- | -------- | ------- | ------- | ------- | ------- | ------- | ------- | ------- | ------ |
| 1         | Liu Yukun (CHN)        | 51,3       | 102,9      | 154,0      | 206,9    | 259,2    | 311,5    | 362,8   | 412,5   | 422,9   | 432,6   | 442,8   | 453,7   | 463,6   | 463,6  |
| 2         | Serhij Kulisj (UKR)    | 50,8       | 102,7      | 153,9      | 206,7    | 258,7    | 311,1    | 361,3   | 412,6   | 423,0   | 432,9   | 442,0   | 451,9   | 461,3   | 461,3  |
| 3         | Swapnil Kusale (IND)   | 50,8       | 101,7      | 153,3      | 206,0    | 258,2    | 310,1    | 361,2   | 411,6   | 422,1   | 431,5   | 441,4   | 451,4   | —       | 451,4  |
| 4         | Jiří Přívratský (CZE)  | 51,3       | 101,5      | 153,5      | 206,4    | 259,2    | 311,0    | 359,7   | 409,5   | 419,9   | 430,4   | 440,7   | —       | —       | 440,7  |
| 5         | Jon-Hermann Hegg (NOR) | 52,1       | 103,7      | 155,3      | 207,8    | 259,6    | 312,1    | 361,6   | 410,5   | 420,3   | 430,2   | —       | —       | —       | 430,2  |
| 6         | Lucas Kryzs (FRA)      | 52,3       | 102,1      | 153,7      | 205,6    | 257,5    | 308,8    | 358,5   | 409,0   | 418,9   | —       | —       | —       | —       | 418,9  |
| 7         | Tomasz Bartnik (POL)   | 52,0       | 102,1      | 152,9      | 205,5    | 256,8    | 308,8    | 357,9   | 408,8   | —       | —       | —       | —       | —       | 408,8  |
| 8         | Lazar Kovačević (SRB)  | 49,7       | 101,5      | 152,3      | 204,5    | 257,1    | 307,9    | 357,7   | 407,4   | —       | —       | —       | —       | —       | 407,4  |
| Källa:    |                        |            |            |            |          |          |          |         |         |         |         |         |         |         |        |